# Premis de la Crítica
|  | Aquest article tracta sobre els premis literaris. Si cerqueu els premis de les arts escèniques, vegeu «Premis de la Crítica de les Arts Escèniques». |

Els Premis de la Crítica són uns guardons literaris anuals que, des de 1956, concedeix cada any l'Associació Espanyola de Crítics Literaris a les millors obres literàries, en les categories de narrativa i poesia, publicades a Espanya durant l'any anterior, en les quatre llengües oficials de l'estat: castellà, català, gallec i basc.
Els premis, que no tenen dotació econòmica, són concedits durant el mes d'abril de cada any, després de la deliberació d'un jurat integrat per 22 membres de l'Associació Espanyola de Crítics Literaris; els premis, malgrat no tenir dotació econòmica, són considerats un dels guardons més prestigiosos d'Espanya. L'Associació espanyola concedeix aquests premis en llengua castellana i delega la selecció dels premis en altres llengües a les Associacions de Crítics Literaris equivalents a cada llengua oficial. D'aquesta manera, la secció de crítica de l'Associació d'Escriptors en Llengua Catalana escull els guanyadors de les categories en català.
El palmarès d'aquest premi reuneix bona part dels principals noms de la narrativa i poesia actuals en llengua catalana: Lluís Solà i Sebastià Perelló el 2017, Martí Domínguez i Gemma Gorga el 2016, Toni Sala i Màrius Sampere el 2015, Pep Coll i Carles Duarte el 2014, Jordi Coca i Jordi Llavina el 2013, Jaume Cabré i Perejaume el 2012, Jordi Puntí i Anna Montero el 2011, Francesc Serés i Carles Miralles el 2010, Joan Francesc Mira i Teresa Pascual el 2009, Manuel Baixauli i Joan Margarit el 2008, Eduard Márquez i Ponç Pons el 2007, entre més.

## Categories
- Premi de la Crítica de narrativa castellana, creat l'any 1956.
- Premi de la Crítica de poesia castellana, creat l'any 1956.
- Premi de la Crítica de narrativa catalana, creat l'any 1962, i per segona vegada l'any 1976, va adquirir caràcter anual en 1978.
- Premi de la Crítica de poesia catalana, creat l'any 1962, i per segona vegada en 1976, va adquirir caràcter anual l'any 1978.
- Premi de la Crítica de narrativa gallega, creat l'any 1976.
- Premi de la Crítica de poesia gallega, creat l'any 1976.
- Premi de la Crítica de narrativa basca, creat l'any 1976.
- Premi de la Crítica de poesia basca, creat l'any 1976.
- Premi Andalusia de la Crítica, creat l'any 1994. Concedeix tres modalitats: novel·la, poesia i relats.
- Premi Andalusia de la Crítica de teatre, creat l'any 2013.
- Premi de la Crítica Valenciana, creat l'any 1979. Concedeix tres modalitats: poesia, narrativa i altres gèneres.